# 希腊宗教
希臘的宗教信仰（2022年）

希臘的宗教以基督教為主，尤其希臘正教會是人數最多的教會，也是東正教的大教派之一，2022年，該教派佔總人口的81%，並在憲法上被認定為希臘的「主流宗教」。信徒數量較少的宗教包括伊斯蘭教（佔人口的2%）、拉丁禮天主教會（佔人口的1%）、希腊拜占庭礼天主教会、猶太教、新教福音派、希臘多神教和耶和華見證人。希臘有許多無神論者，他們不認為自己有宗教信仰。

## 基督教
截至2015年，希臘人口約有93％是基督徒。

### 希臘正教會

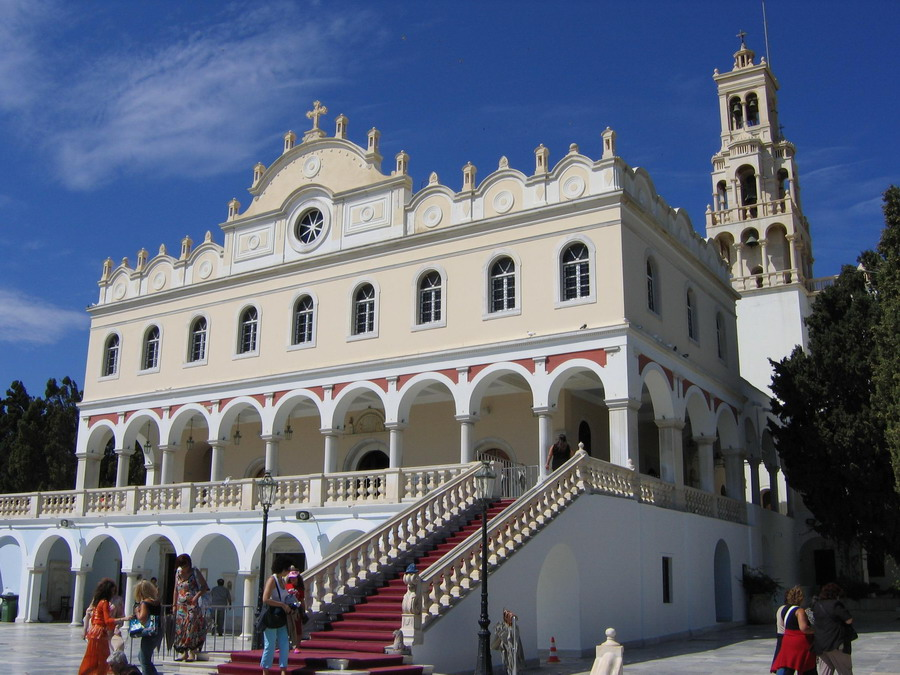
蒂諾斯島聖母教堂

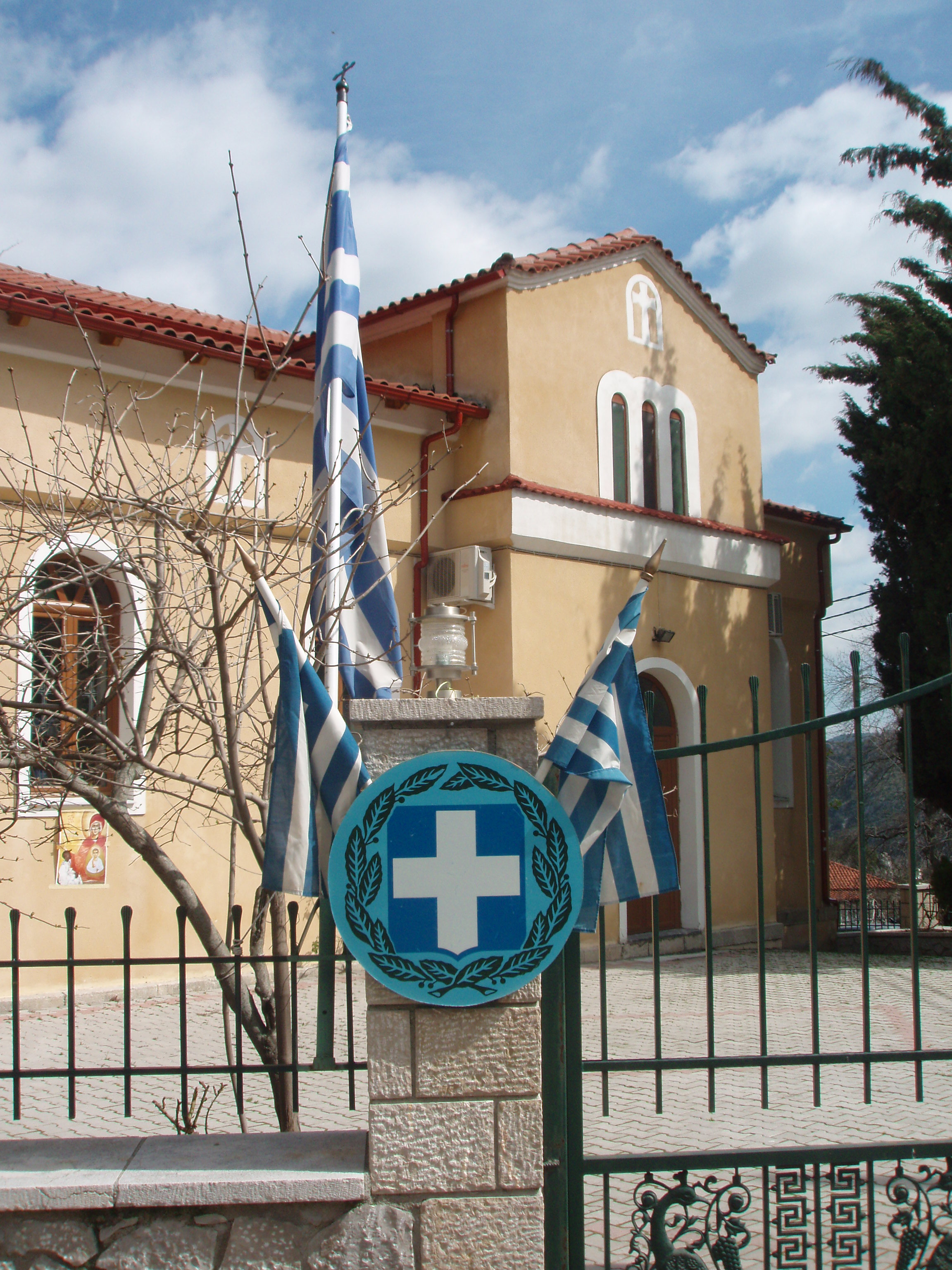
希臘正教會保持與希臘政府的密切聯繫，所有正教會教堂都有希臘國旗的存在，而且還有希臘的旗幟和徽章的宗教描繪。

希臘正教會在希臘憲法被賦予在“國家宗教”的地位，是世界上唯一把東正教會定為國教的國家。2022年的統計數字，東正教基督徒佔了希臘人口79.4％。

### 天主教會
2022年，天主教基督徒佔希臘總人口的比例為1％左右。

#### 拉丁禮天主教會

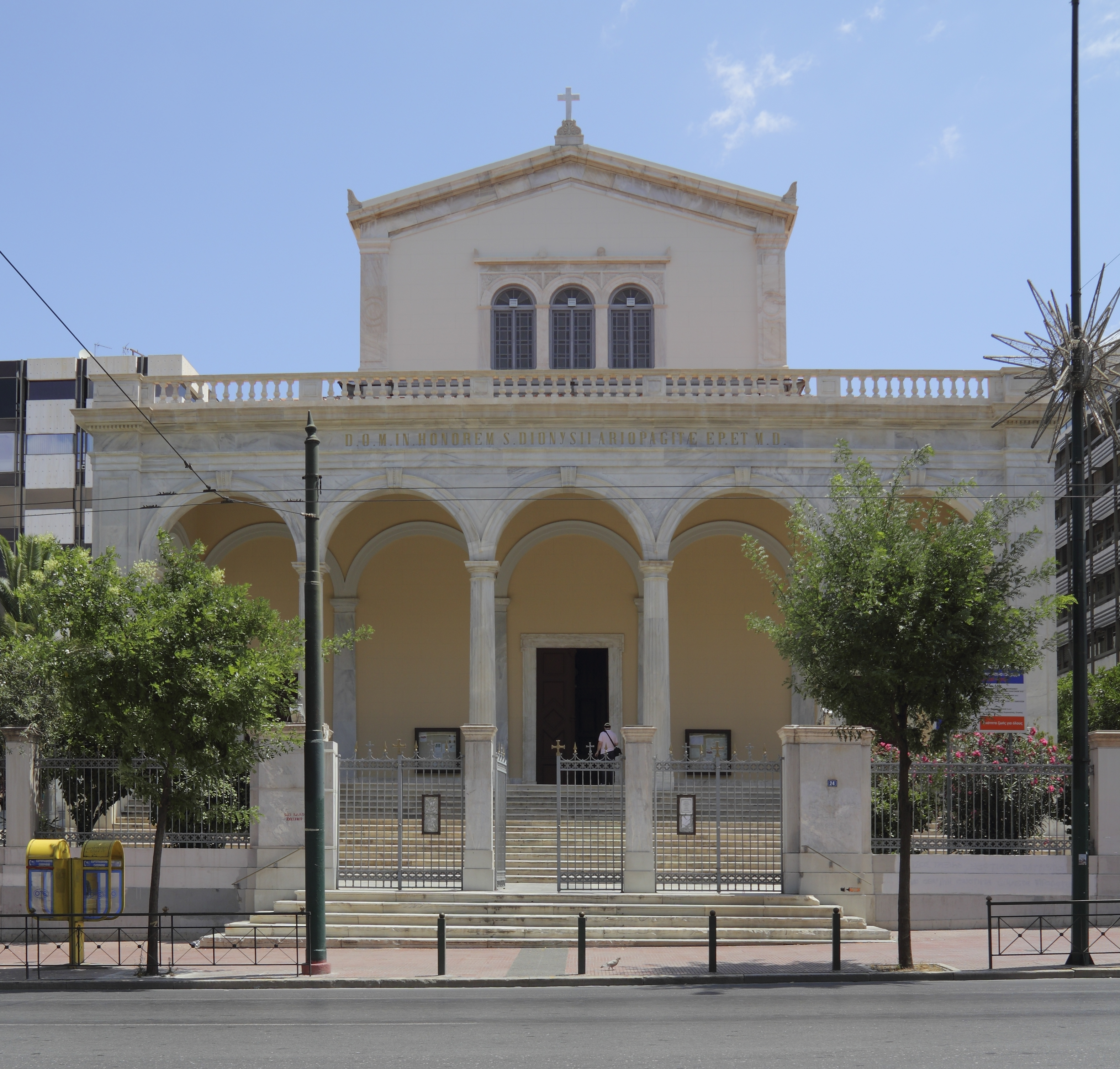
聖狄尼修聖殿主教座堂

本地希臘天主教信徒約有5萬人，遍佈希臘；但大多數信徒居住在基克拉澤斯和愛奧尼亞群島。近年來，由於移民增加，天主教信徒人數增長，現在已經超過20萬人。

#### 希臘拜占庭禮天主教會
希臘拜占庭禮天主教信徒約有5000人，大多分佈在雅典。

### 新教

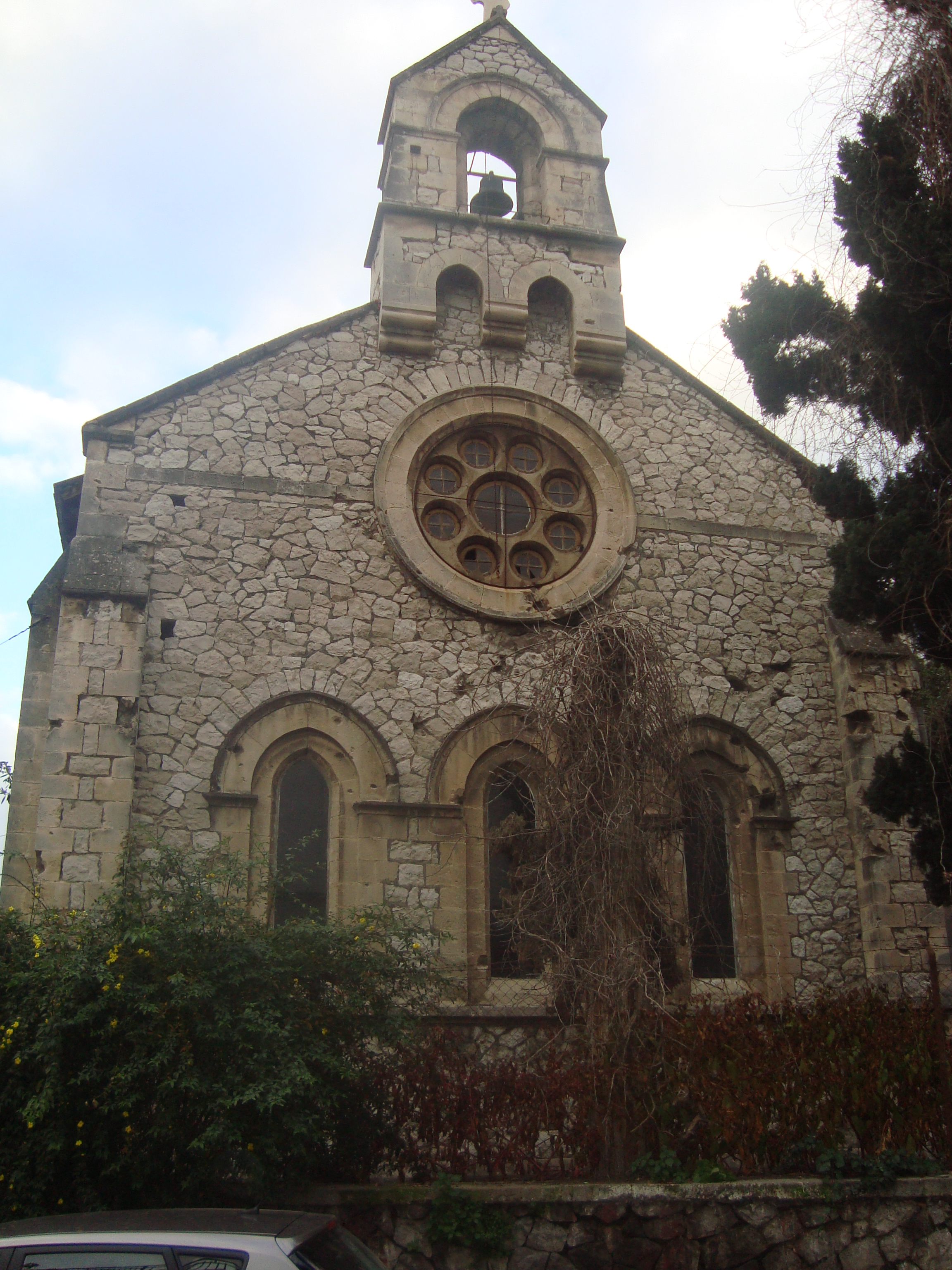
帕特雷的聖公宗聖安德魯教堂

希臘的新教基督徒約有三萬人，包括希臘福音教會、自由派福音教會、五旬節使徒自由教會和基督復臨安息日會。 五旬節使徒自由教會式希臘最大的基督新教教會，擁有120座教堂。關於五旬節使徒自由教會沒有官方統計數字，但正教會估計教友數目是2萬。

### 亞美尼亞使徒教會

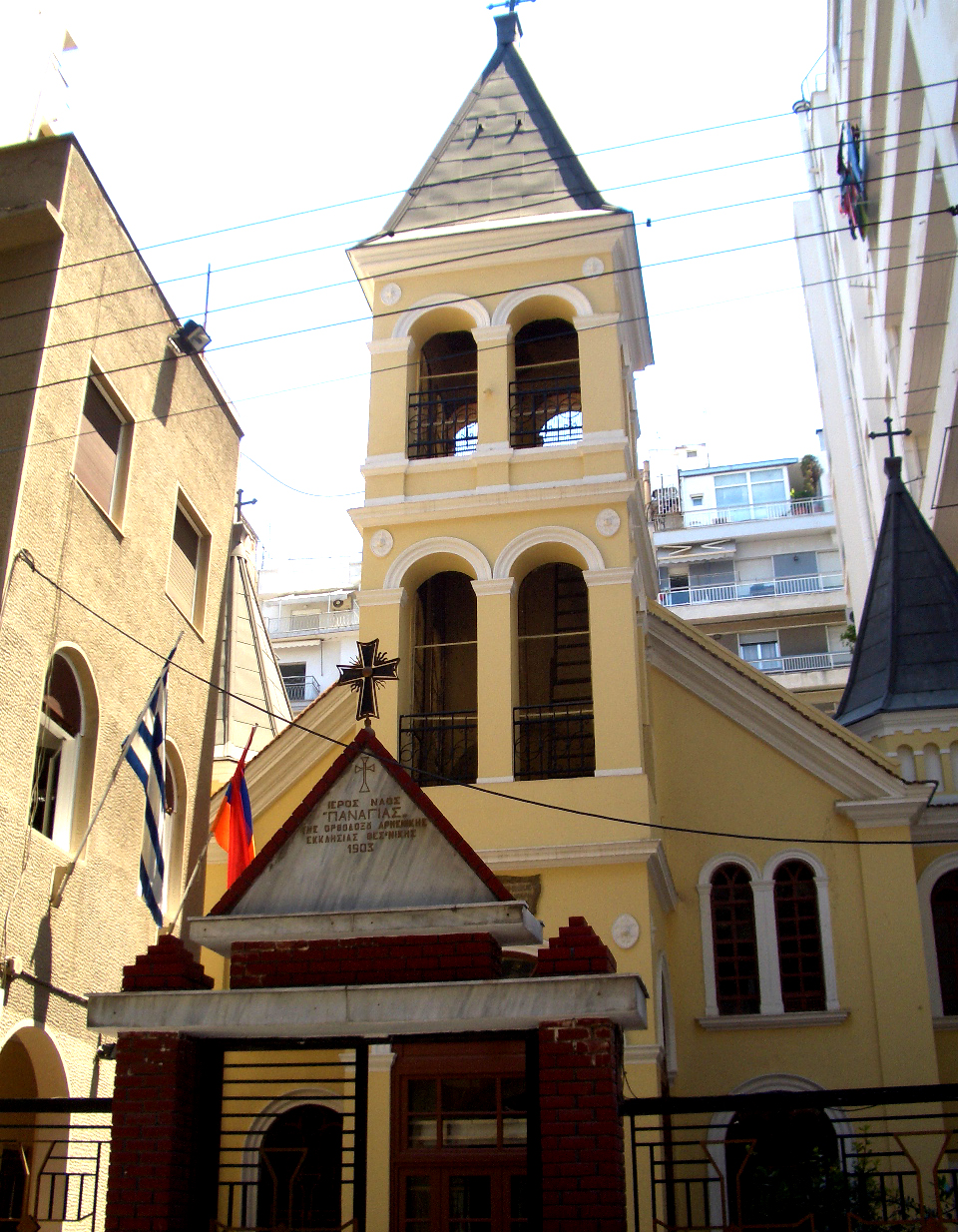
塞薩洛尼基亞美尼亞使徒教會的聖母瑪麗亞教堂

## 希臘民族宗教
2017年4月9日，希臘政府正式承認希臘民族宗教。

## 猶太教
希臘的猶太人社區現在大約有7500人，主要集中在雅典，塞薩洛尼基，拉里薩，沃洛斯，哈爾基斯，約阿尼納，特里卡拉和科孚島，而卡瓦拉和羅得島則較少。

## 伊斯蘭教

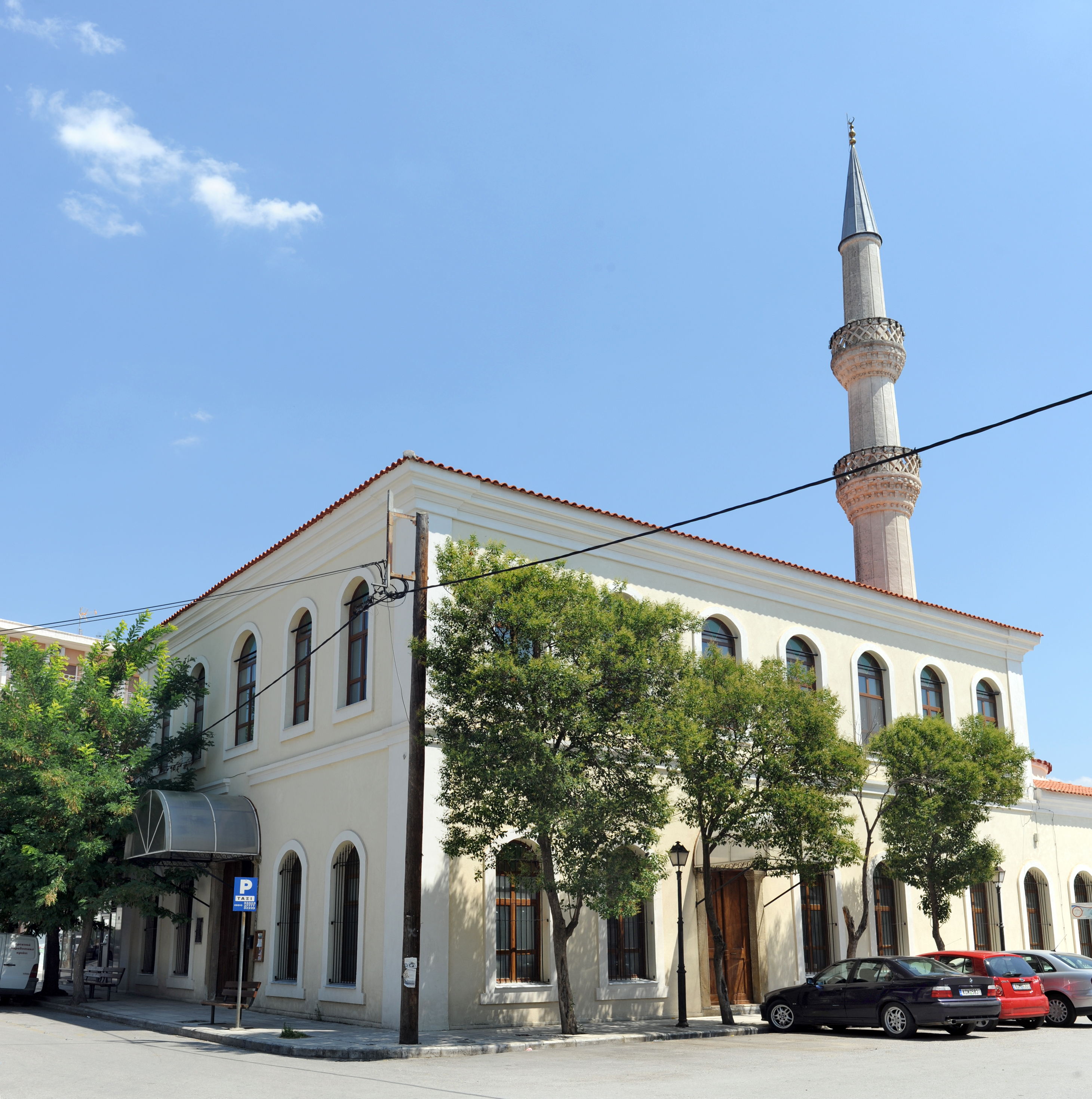
科莫蒂尼的清真寺

根據1991年的人口普查，希臘穆斯林公民的人數估計為97604人，佔總人口的0.95％。 穆斯林民族有：波馬克人，土耳其人，某些羅姆人和希臘裔穆斯林。新的穆斯林移民人數估計在20萬到30萬之間。2015年，穆斯林佔希臘總人口的2％。

## 印度教
在雅典有一個小的印度教社區。

## 佛教
希臘人信仰佛教人數並不多，希臘的佛教徒主要來自東亞，南亞斯里蘭卡和東南亞的移民；在雅典，塞薩洛尼基和科林斯有三個佛教宗教中心。

## 筆記
- US Department of State Country Reports on Human Rights Practices  - 2006: Greece （页面存档备份，存于）
- Tomkinson, John L., Between Heaven and Earth: The Greek Church （页面存档备份，存于）, Anagnosis (Athens, 2004)